# Aníbal Barreira
Aníbal José de Barros Barreira (1945) é um historiador e professor universitário português e também um prolífico autor de manuais escolares de História para o 3º ciclo do ensino básico. Licenciado (1970) e doutorado (2002) em História pela Faculdade de Letras da Universidade do Porto, foi por alguns anos professor do Ensino Secundário, efectivando no Liceu de Alexandre Herculano (Porto). A partir de 1981 foi assistente convidado e mais tarde (2002) professor auxiliar de História Moderna e de Didáctica da História na Escola que o formara, aposentando-se em 2008.